# Ateez
ATEEZ (에이티즈) é um boy group formado pela KQ Entertainment e teve sua estreia oficial dia 24 de outubro de 2018. Possui oito integrantes, sendo eles: Hongjoong, Seonghwa, Yunho, Yeosang, San, Mingi, Wooyoung e Jongho. O debut foi feito com as músicas ‘Treasure’ e ‘Pirate King’. Em julho de 2019 o grupo assinou com a RCA Records.

## Integrantes
Lista de membros: nomes e posições.
- Kim Hongjoong (김홍중), líder, rapper e centro. Nascido em Anyang, Gyeonggi-do em 7 de novembro de 1998 (26 anos).

- Park Seonghwa (박성화), vocalista e visual. Nascido em Jinju, Gyeongnam em 3 de abril de 1998 (26 anos).

- Jeong Yunho (정윤호), dançarino principal e vocalista. Nascido em Gwangju em 23 de março de 1999 (25 anos).

- Kang Yeosang (강여상), sub vocalista, dançarino e visual. Nascido em Pohang em 15 de junho de 1999 (25 anos).

- Choi San (최산), vocalista. Nascido em Gyeongsan em 10 de julho de 1999 (25 anos).

- Song Mingi (송민기), rapper principal e dançarino principal. Nascido em Bucheon em 9 de agosto de 1999 (25 anos).

- Jung Wooyoung (정우영), dançarino principal, sub vocalista e visual. Nascido em Ilsan, Gyeonggi-do em 26 de novembro de 1999 (25 anos).

- Choi Jongho (최종호), vocalista principal e maknae. Nascido em Seul em 12 de outubro de 2000 (24 anos).

## Discografia

### Álbum de Estúdio
| Título                         | Detalhes | Melhor posição nas paradas | Melhor posição nas paradas | Melhor posição nas paradas | Melhor posição nas paradas | Melhor posição nas paradas | Melhor posição nas paradas | Vendas      |
| Título                         | Detalhes | KOR                        | AUS Dig.                   | FRA Dig.                   | JPN                        | US Heat.                   | US                         | Vendas      |
| ------------------------------ | --- | -------------------------- | -------------------------- | -------------------------- | -------------------------- | -------------------------- | -------------------------- | ----------- |
| Treasure EP.Fin: All to Action | - Lançamento: 8 de outubro de 2019 - Gravadoras: KQ Entertainment, RCA - Formatos: CD, download digital, streaming | 1                          | 32                         | 53                         | —                          | 10                         | 7                          | - US: 1,000 |

### Extended plays
| Título                                                                   | Detalhes | Melhor posição nas paradas | Melhor posição nas paradas | Melhor posição nas paradas | Melhor posição nas paradas | Melhor posição nas paradas | Melhor posição nas paradas | Vendas                                         |
| Título                                                                   | Detalhes | KOR                        | AUS Dig.                   | FRA Dig.                   | JPN                        | US Heat.                   | US World                   | Vendas                                         |
| ------------------------------------------------------------------------ | --- | -------------------------- | -------------------------- | -------------------------- | -------------------------- | -------------------------- | -------------------------- | ---------------------------------------------- |
| Treasure EP.1: All to Zero                                               | - Lançamento: 24 de outubro de 2018 - Gravadora: KQ Entertainment - Formatos: CD, download digital, streaming | 7                          | —                          | —                          | —                          | —                          | 12                         | - KOR: 51,466 - US: 4,000                      |
| Treasure EP.2: Zero to One                                               | - Lançamento: 25 de janeiro de 2019 - Gravadora: KQ Entertainment - Formatos: CD, download digital, streaming | 6                          | —                          | 94                         | —                          | 7                          | 5                          | - KOR: 63,250 - US: 1,000                      |
| Treasure EP.3: One to All                                                | - Lançamento: 10 de junho de 2019 - Gravadora: KQ Entertainment - Formatos: CD, download digital, streaming   | 2                          | 35                         | 45                         | 25                         | 9                          | 8                          | - KOR: 132,291 - JPN: 2,896 (Phy.) - US: 1,000 |
| "—" significa que não apareceu nas paradas ou não foi lançado na região. | |                            |                            |                            |                            |                            |                            |                                                |

### Singles
| Título                             | Ano  | Melhor posição nas paradas | Melhor posição nas paradas | Melhor posição nas paradas | Vendas      | Álbum                          |
| Título                             | Ano  | KOR                        | KOR Hot.                   | US World                   | Vendas      | Álbum                          |
| ---------------------------------- | ---- | -------------------------- | -------------------------- | -------------------------- | ----------- | ------------------------------ |
| From                               | 2017 | _                          | _                          | _                          |             |                                |
| 해적왕 (Pirate King)               | 2018 | —                          | —                          | —                          | —           | Treasure EP.1: All to Zero     |
| Treasure                           | 2018 | —                          | —                          | —                          | —           | Treasure EP.1: All to Zero     |
| Twilight                           | 2018 | —                          | —                          | —                          | —           | Treasure EP.1: All to Zero     |
| Stay                               | 2018 | —                          | —                          | —                          | —           | Treasure EP.1: All to Zero     |
| My Way                             | 2018 | —                          | —                          | —                          | —           | Treasure EP.1: All to Zero     |
| HALA HALA                          | 2019 | —                          | —                          | —                          | —           | Treasure EP.2: Zero To One     |
| Say My Name                        | 2019 | —                          | —                          | 8                          | —           | Treasure EP.2: Zero To One     |
| Desire                             | 2019 | —                          | —                          | —                          | —           | Treasure EP.2: Zero To One     |
| Light                              | 2019 | —                          | —                          | —                          | —           | Treasure EP.2: Zero To One     |
| Promise                            | 2019 | —                          | —                          | —                          | —           | Treasure EP.2: Zero To One     |
| Utopia                             | 2019 | —                          | —                          | —                          | —           | Treasure EP.3: One To All      |
| Illusion                           | 2019 | —                          | 70                         | 23                         | —           | Treasure EP.3: One To All      |
| Wave                               | 2019 | —                          | —                          | 17                         | —           | Treasure EP.3: One To All      |
| Aurora                             | 2019 | —                          | —                          | —                          | —           | Treasure EP.3: One To All      |
| Dancing Like Butterfly Wings       | 2019 | —                          | —                          | —                          | —           | Treasure EP.3: One To All      |
| WONDERLAND                         | 2019 | —                          | —                          | 6                          | - US: 1,000 | Treasure EP.Fin: All To Action |
| Dazzling Light                     | 2019 | —                          | —                          | —                          | - US: 1,000 | Treasure EP.Fin: All To Action |
| MIST                               | 2019 | —                          | —                          | —                          | - US: 1,000 | Treasure EP.Fin: All To Action |
| WIN                                | 2019 | —                          | —                          | —                          | - US: 1,000 | Treasure EP.Fin: All To Action |
| If Without You                     | 2019 | —                          | —                          | —                          | - US: 1,000 | Treasure EP.Fin: All To Action |
| THANK U                            | 2019 | —                          | —                          | —                          | - US: 1,000 | Treasure EP.Fin: All To Action |
| Sunrise                            | 2019 | —                          | —                          | —                          | - US: 1,000 | Treasure EP.Fin: All To Action |
| WITH U                             | 2019 | —                          | —                          | —                          | - US: 1,000 | Treasure EP.Fin: All To Action |
| Answer                             | 2020 | —                          | —                          | —                          | —           | Treasure EP.: Action To Answer |
| Horizon                            | 2020 | —                          | —                          | —                          | —           | Treasure EP.: Action To Answer |
| Star 1117                          | 2020 | —                          | —                          | —                          | —           | Treasure EP.: Action To Answer |
| Precious                           | 2020 | —                          | —                          | —                          | —           | Treasure EP.: Action To Answer |
| FEVER                              | 2020 | —                          | —                          | —                          | —           | ZERO : FEVER Part. 1           |
| THANXX                             | 2020 | —                          | —                          | 18                         | —           | ZERO : FEVER Part. 1           |
| TO THE BEAT                        | 2020 | —                          | —                          | —                          | —           | ZERO : FEVER Part. 1           |
| INCEPTION                          | 2020 | —                          | —                          | 9                          | —           | ZERO : FEVER Part. 1           |
| Good Lil Boy                       | 2020 | —                          | —                          | —                          | —           | ZERO : FEVER Part. 1           |
| One Day At A Time                  | 2020 | —                          | —                          | —                          | —           | ZERO : FEVER Part. 1           |
| Fireworks (I'm The One)            | 2021 | —                          | —                          | 6                          | —           | ZERO: FEVER Part. 2            |
| The Leaders                        | 2021 | —                          | —                          | —                          | —           | ZERO: FEVER Part. 2            |
| Time Of Love                       | 2021 | —                          | —                          | —                          | —           | ZERO: FEVER Part. 2            |
| Take Me Home                       | 2021 | —                          | —                          | —                          | —           | ZERO: FEVER Part. 2            |
| Celebrate                          | 2021 | —                          | —                          | —                          | —           | ZERO: FEVER Part. 2            |
| Take Me Home (English Version)     | 2021 | —                          | —                          | —                          | —           | ZERO: FEVER Part. 2            |
| I'm The One (Heat-Topping Version) | 2021 | —                          | —                          | —                          | —           | ZERO: FEVER Part. 2            |
| "—" == Não Informado               |      |                            |                            |                            |             |                                |

## Prêmios em Programas

### Mnet'sM Countdown
| Ano  | Música | Data        |
| ---- | ------ | ----------- |
| 2019 | "WAVE" | 20 de Junho |

### SBS'sThe Show
| Ano  | Música                    | Data        |
| ---- | ------------------------- | ----------- |
| 2019 | "WAVE"                    | 25 de Junho |
| 2020 | "INCEPTION"               | 4 de Agosto |
| 2021 | "Fireworks (I'm the one)" | 09 de março |

### MCB'sShow Champion
| Ano  | Música      | Data        |
| ---- | ----------- | ----------- |
| 2020 | "INCEPTION" | 5 de Agosto |